# Hermannsthal (Ebersburg)
Hermannsthal ist eine Wüstung in der Gemeinde Ebersburg im Landkreis Fulda.

## Geografische Lage
Die Wüstung liegt auf einer Höhe von 486 m über NN in der Gemarkung Weyhers, ungefähr einen Kilometer nordöstlich von Weyhers. Nachdem der Einzelhof um 1900 abgebrannt war, wurde er nicht mehr aufgebaut. Auf dem Gelände befindet sich heute eine Anpflanzung als Ausgleichsmaßnahme. In unmittelbarer Nähe befand sich Neuscheuer.